# Barbara Schibli
Barbara Schibli (geb. 1975 in Baden) ist eine Schweizer Schriftstellerin und Gymnasiallehrerin.

## Leben
Schibli wurde 1975 in Baden geboren und wuchs im Aargau auf. Sie studierte Germanistik, italienische Literaturwissenschaft und Publizistik. Seit 2005 arbeitet sie als Gymnasiallehrerin in Baden und unterrichtet dort Literarisches Schreiben. Schibli lebt im Aargau.

## Auszeichnungen
- 2015/16: Lydia-Eymann-Stipendium
- 2016: Studer/Ganz-Preis für ihr Manuskript „Flechten“
- 2017: GEDOK Literaturförderpreis für  „Flechten“[2][3][4]
- 2018: Werkbeitrag der Fachstelle Kultur des Kantons Zürich für ihren zweiten Roman
- 2018: Jury-Preis der Stiftung für Radio und Kultur Schweiz SRKS am sonOhr-Festival für das Kurzhörspiel „Marderschreck“

## Werke (Auswahl)
- Flechten. Dörlemann, Zürich 2017, ISBN 978-3-03820-051-2 (192 S.).
- Marderschreck. Kurzhörspiel; Regie: Andreas von Stosch. 2017